# Prasinocyma delicataria
Prasinocyma delicataria là một loài bướm đêm trong họ Geometridae.